# 1872 في كندا
فيما يلي قوائم الأحداث التي وقعت خلال عام 1872 في كندا.

## سياسة

### تعيين في المنصب
- 1 يناير – ويليام رالف مريديث عضو برلمان مقاطعة أونتاريو.
- 12 أكتوبر – أمور دي كوزموس عضو مجلس العموم الكندي.
- 12 أكتوبر – جيمس مكدونالد عضو مجلس العموم الكندي.
- 12 أكتوبر – روبرت سميث عضو مجلس العموم الكندي.
- 12 أكتوبر – ويليام جيبسون عضو مجلس العموم الكندي.

### انتهاء فترة المنصب
- 13 يوليو – بيتر ميتشيل عضو مجلس الشيوخ الكندي ‏.
- 11 أكتوبر – ألفرد جونز عضو مجلس العموم الكندي.
- 11 أكتوبر – باتريك باور عضو مجلس العموم الكندي.
- 12 أكتوبر – أمور دي كوزموس عضو مجلس العموم الكندي.
- 12 أكتوبر – جون هولمز عضو مجلس العموم الكندي.

## مواليد

### يناير
- 1 يناير – جون ألبرت إيوارت مهندس معماري كندي.
- 2 يناير – ويليام توماس هنري سياسي كندي.
- 3 يناير – جون باترسون

### مارس
- 25 مارس – هوراشيو نيلسون جاكسون

### أبريل
- 28 أبريل – ويليام داف سياسي كندي.

### مايو
- 18 مايو – فيكتور ألبرت سنكلير سياسي كندي.
- 30 مايو – ويليام إليوت

### يونيو
- 25 يونيو – جورج بايرز

### يوليو
- 5 يوليو – جيمس هنري فلمنج عالم طيور كندي.
- 20 يوليو – ويليام هربرت إليوت سياسي كندي.
- 26 يوليو – جون غورلاي لاعب كرة قدم كندي.

### أغسطس
- 5 أغسطس – إدوارد ويليام أرشيبالد جراح كندي.
- 9 أغسطس – هنري بيرسيفال بيغار مؤرخ كندي.
- 15 أغسطس – جاك مككولوك متزلج سريع كندي.
- 25 أغسطس – جون كامبل إليوت سياسي كندي.

### سبتمبر
- 21 سبتمبر – جون كلارك مور سياسي كندي.
- 24 سبتمبر – دونكان مارشال سياسي كندي.
- 28 سبتمبر – جيمس برترام كونينغهام سياسي كندي.

### أكتوبر
- 3 أكتوبر – جون ك. بوين سياسي كندي.
- 4 أكتوبر – جورج فيفيان لاعب رماية كندي.
- 19 أكتوبر – ويليام هنري مور سياسي كندي.
- 26 أكتوبر – ألفرد ادمون بورجوازي سياسي كندي.
- 26 أكتوبر – هارولد فرازير لاعب غولف من الولايات المتحدة الأمريكية.

### نوفمبر
- 20 نوفمبر – تشارلز ريتشموند ميتشيل سياسي كندي.
- 28 نوفمبر – ويليام أرسكين نولز سياسي كندي.
- 30 نوفمبر – تشارلز ويلسون كروس سياسي كندي.
- 30 نوفمبر – جون ماكريه

### ديسمبر
- 3 ديسمبر – آرثر تشارلز هاردي سياسي كندي.
- 6 ديسمبر – الكسندر تورنبول لاعب لاكروس كندي.
- 17 ديسمبر – جورج الكسندر غيليسبي سياسي كندي.
- 21 ديسمبر – تريفور كينكيد
- 31 ديسمبر – فرانك هنري كوني سياسي أمريكي.

## وفيات

### يناير
- 1 يناير – ويليام بورنس ليندسي جونيور (مواليد 1824) محامي كندي.
- 16 يناير – إتيان ماتيو (مواليد 1804) سياسي كندي.

### نوفمبر
- 1 نوفمبر – فرانسوا بوليو الثاني (مواليد 1771)